# The Night the Sun Came Up
The Night the Sun Came Up es el álbum de estudio debut del artista estadounidense Dev, lanzado el 31 de agosto de 2011 por Universal Republic Records. Dev trabajó exclusivamente con el dúo estadounidense de producción de Electropop The Cataracs y Alan De la Rosa, quien dirigió la producción de todo el álbum junto con la coautoría de canciones con Dev. La producción del álbum se llevó a cabo principalmente en enero de 2011 y continuó en 2012, ya que la fecha de lanzamiento en Norteamérica se retrasó del 20 de septiembre de 2011 al 10 de enero de 2012, a petición de Dev de agregar más canciones al álbum. Amazon.com anunció que el lanzamiento en Norteamérica se retrasaría aún más, hasta el 26 de marzo de 2012.
El álbum recibió críticas mixtas y positivas, con la crítica elogiando la producción de muchas de las canciones y comparándolo con el estilo electropop de Ke$ha y Robyn. "The Night the Sun Came Up" es principalmente un álbum de electropop y dance-pop, que incorpora elementos de varios géneros musicales como el dubstep y el urban contemporáneo. Los temas del álbum abarcan desde el sexo y la fiesta hasta la introspección, el amor y la vida, y las canciones se inspiran principalmente en la vida de Dev en los últimos años. En Estados Unidos, el álbum alcanzó el puesto número sesenta y uno, con 7560 copias vendidas en su primera semana de lanzamiento. También alcanzó el puesto 136 en la lista de álbumes del Reino Unido.
Los dos primeros sencillos de The Night the Sun Came Up, "Bass Down Low" y "In the Dark (Dev song)", tuvieron un éxito internacional moderado, con "Bass Down Low" entre los diez primeros de la lista de sencillos del Reino Unido. "In the Dark" tuvo más éxito en Norteamérica, alcanzando el puesto número once en la lista Billboard Hot 100 en Estados Unidos y el número trece en la Canadian Hot 100 en Canadá. Se posicionó en mercados más comerciales, alcanzando la cima de la lista IFPI en Eslovaquia.

## Antecedentes
Devin Tailes grabó una versión de "Back to Black" de Amy Winehouse en respuesta a la nueva novia de su exnovio, calificándola de "canción ofensiva". La canción se publicó en Myspace y fue descubierta por el equipo de producción. The Cataracs. Luego, firmó con el sello discográfico y equipo de gestión de Los Ángeles, Indie-Pop, quienes también descubrieron a The Cataracs. Meses después, su canción "2Nite" comenzó a tener visibilidad en la radio, el canal de televisión MTVU y la lista Billboard Hot Dance Airplay. En 2009, Dev se mudó a Los Ángeles para producir música con los Cataracs y trabajar directamente con el indie-pop. Durante esa época, se crearon canciones como "Fireball" y "Booty Bounce".
Esta última canción se produjo el mismo verano en que The Cataracs produjeron "Like a G6", en el momento en que Dev y los Cataracs "estaban trabajando duro en el estudio juntos", creando un par de "temas aleatorios y simplistas". "Like a G6", que presenta a los Cataracs y Dev, se lanzó en abril de 2010 y alcanzó el número uno en la lista Billboard Hot 100 de EE. UU. en octubre de ese año, lo que impulsó a Universal Republic a contratarla como artista ese mismo mes.

## Grabación y desarrollo
La producción del álbum comenzó en enero de 2011 en Costa Rica. The Cataracs, quienes dirigieron toda la producción, trabajaron con Dev en la composición, ayudándola con los temas para diversificar el contenido.  Ella comentó que eran los productores perfectos para ella, señalando que "componían canciones muy divertidas para niños en la radio y, al mismo tiempo, eran chicos normales, comiendo burritos, relajándose en Berkeley", lo que la conectó con ellos.  Al principio de la entrevista, insinuó que le interesaba colaborar con otras personas para el álbum, señalando que otros productores y compositores la habían contactado. Más tarde, comentó: "Creo que The Cataracs y yo estamos en una muy buena racha ahora mismo, y no es intencional". 
Dev se unió a The Cataracs para producir el álbum. Ella afirmó que la experiencia fue "hermosa" y que se sintió como estar en una película. También afirmó que la experiencia le dio al álbum "una vibra increíble". En una entrevista con Alex Kazemi de FashionIndie, Dev declaró que sus sesiones son muy diferentes y complicadas, y añadió: "Realmente depende, a veces los chicos vienen y me dicen: 'He querido hacer esta canción, pero esta es más una canción de DEV' y a partir de ahí Niles me muestra el ritmo y David y yo inventamos la letra, o algunas veces recurro a ellos cuando he escrito algún tipo de idea y me ayudan a desarrollarla hasta el punto en que podemos tener una canción". Durante el tiempo que estuvieron en Costa Rica, grabaron de trece a catorce canciones para el álbum. La canción, "Take Her From You", fue compuesta mientras estaban en Costa Rica grabando el álbum. La canción fue escrita originalmente por uno de los Cataracs para sí mismo y mientras leía algunas de las letras, Dev expresó su interés en grabarla.

## Concepto y temas
Según Dev, el álbum es un intento de escapar de las comparaciones con otros artistas del género electropop, incluyendo a la cantante estadounidense Kesha y al cantautor Uffie. Señaló que las comparaciones la motivaron a llevar la música a un nuevo nivel y a cantar en la mayor parte del álbum. Además, explica que el material del álbum es más diverso, ya que combina diferentes sonidos y transmite mayor profundidad en la composición. Describió que las canciones están influenciadas por el hip hop y la música electrónica. El álbum, según Dev, reunirá "mis influencias intrincadas [de Dev] y las influencias simples de The Cataracs". Durante una entrevista con KiSS 92.5, comentó que la música en el set contendrá música estilizada hacia la música de club y dance, y pistas con influencias de hip-hop donde rapeará toda la canción.

## Composición
| "Esta es mi oportunidad de que todos sepan quién soy, porque el público solo me conoce por "Bass Down Low" y "G6", y quería expresar todo lo que tenía que decir, todo lo que he vivido y mis historias de estos últimos años. Para mí era importante ser honesto y vulnerable. Creo que se puede apreciar en el álbum. Canciones como "Perfect Match", "Getaway", "Dancing Shoes" y "Shadows" son realmente hermosas. Eso es lo que quiero hacer. Quiero que el próximo álbum tenga más de eso y sea más maduro. Y que pueda interpretar canciones hermosas con instrumentación. Creo que lo estoy logrando. Significó mucho para mí que este álbum no solo fuera atrevido, sino también realmente hermoso."—— Dev explicando el contenido de The Night the Sun Came Up. |

The Night the Sun Came Up es principalmente un álbum de electropop y dance, que incorpora elementos de varios géneros diferentes como dubstep, hip hop, eurodance, urbano, rock y música pop influenciada por la club Dev dijo que su misión con el álbum era diversificarlo, incorporando diferentes elementos musicales para hacer un conjunto ecléctico. También dijo que el álbum tiene dos caras, atrevida y bonita. Las canciones atrevidas se basan en temas de sexo, fiesta y diferentes formas de libertinaje, mientras que las canciones bonitas son baladas contemplativas que se basan más en la introspección y el amor. Gran parte de las letras del álbum están influenciadas por su vida y sus experiencias. El álbum abre con "Getaway", una canción de hip hop con influencias de la música soul. La canción comienza con el uso de un piano, hace una transición a música de estilo hip-hop y presenta un breakdown en el que rapea y rima. La siguiente canción "In My "Trunk" tiene un ritmo de música hip hop|música hip hop con tintes electronic music y presenta metáforas de vehículos en sus letras. La tercera canción del álbum, "Me", contiene influencias de la música contemporánea para adultos.
La cuarta canción, "Breathe", es una canción de música electrónica de baile con influencias de Oriente Medio y de la música de club. Trata sobre sexo y los efectos del amor en Dev, y se usa un acordeón a lo largo de la canción. La quinta canción del álbum, "Take Her From You", difiere completamente del paisaje sonoro electrónica del álbum, ya que está inspirada en el rock and roll. Cuando Dev escuchó la canción, respondió: "Oh, me gusta mucho. Casi podría ser una versión de mí cantando sobre mí misma". ... [Consideramos] que tal vez deberíamos cambiar la perspectiva, pero pensé: 'No. Dejémoslo así'. El sexto tema, "Lightspeed", es una canción de pop electrónico cuya producción se inspira en la música house y de club. Utiliza bombos, arreglos de sintetizador, Auto-Tune y numerosos ruidos como una tos. Su riff de sintetizador y estructura rítmica se asemejan a los de la música del disc jockey holandés Afrojack. El séptimo tema, "Dancing Shoes", se basa en sintetizadores y batería, a la vez que utiliza pianos y guitarras para producir una balada de rock electrónico animada sobre la actuación en el escenario. El sonido "bonito" de la canción está inspirado en la música pop adolescente
Después de "Dancing Shoes", llega la octava canción, "Perfect Match", una balada con un fuerte toque de guitarra que incluye una sección de cuerdas que recuerda a la de "Clocks" del grupo británico de rock alternativo Coldplay. En "Bass Down Low", la novena canción y primer sencillo, Dev habla de tomar shots y diversas formas de delibertinaje. Es una canción electro con sintetizadores vibrantes y un ritmo electropop pulsante> en el que Dev utiliza su estilo vocal cantado a lo largo de la canción, pero también usa su voz cantada cerca del final. La décima canción de The Night the Sun Came Up, "Kiss My Lips", el tercer sencillo del álbum en Estados Unidos, contiene una guitarra que combina sintetizadores típicos de la música dance con un toque de hip hop. Ritmo de batería. En la canción, le canta a un amante: «Quita tu mano de mi cadera/Y bésame los labios, bésame los labios, bésame por todas partes/¿Vas a arriesgarte, arriesgarte, porque solo envejeces?». "In the Dark" tiene un ritmo de música house y un riff de saxofón prominente que sirve como instrumentación. con ritmos y sintetizadores de Eurodance, mezclados con influencias de la música Latina El duodécimo tema es "Shadows", una canción con influencias de la música folk

## Recepción Crítica
El álbum recibió "críticas generalmente favorables" de los críticos de música contemporánea con una puntuación agregada metascore de 71 sobre 100 en Metacritic. Chuck Eddy de Rolling Stone le dio a la Álbum 3.5 de 5 estrellas, escribiendo que el álbum "es tan austero como dulce, debido en parte a la ligereza despreocupada de su canto-habla".  Ben Norman de About.com le dio al álbum tres estrellas de cinco, resumiendo que "el álbum debut de Dev es al menos poco más que complacer al público general. Hay algunas pistas interesantes que nos dan destellos de las mentes que crean las obras. Si el crédito es de Dev o de sus productores es incierto, pero casi irrelevante, siempre y cuando lo disfrutes. Dicho esto, The Night The Sun Came Up es dance/pop bien elaborado y de calidad. Si Dev logra otro éxito con él, me sorprenderá". Jamie Horne de The Border Mail le dio al álbum tres estrellas y media, elogió el álbum como "atractivo", destacando la gama de influencias musicales, incluyendo dance, rock y folk, y señaló que no era aburrido. Chanun Poomsawai de Bangkok Post reseñó el álbum positivamente, elogiando su diversidad y mezcla de "feroz y suave" y comentó además que "este es un sólido álbum pop con toques electro que se escucha mejor mientras te vistes elegantemente antes de salir de fiesta por la noche". Elysa Gardner de USA Today escribió que en el álbum «su voz fresca y ágil resulta más intrigante que los cambios texturales, tonales y rítmicos que surgen en las melodías, a veces dulcemente groovy, pero en su mayoría anodinas».
El sitio web de calificación musical Musicovered le dio al álbum tres de diez estrellas, afirmando que el álbum no cumple con las expectativas y que la producción fue descuidada, con muchas de las pistas del álbum sonando igual. Sal Cinquemani comparte el mismo sentimiento en su reseña del álbum para Slant Magazine, calificando el álbum con tres estrellas de cinco. Agrega que el álbum no la distingue de la artista de electro-pop Kesha mientras elogia su estilo de rap, comparándolo con el de la artista sueca Robyn, y la canción "In the Dark" por mezclar música de baile europea con toques de música latina y mediterránea. Neil Miller, Jr. de UR Chicago le dio al álbum tres de cinco estrellas (en el sitio, usan albóndigas), calificándolo como "uno de los discos pop más desequilibrados" jamás publicados. Idolator sin embargo afirma que etiquetar a Dev como un clon de Kesha es peligroso ya que tiene un aire de misterio mayor que Kesha y La reseña positiva termina con "para aquellos a quienes les gusta que la banda sonora de su fiesta nocturna tenga un poco más de sutileza".

### Rendimiento comercial
En Estados Unidos, The Night The Sun Came Up debutó en la lista Billboard 200 la semana del 14 de abril de 2012 en el puesto número sesenta y uno, con 6700 copias vendidas.

## Sencillos
El sencillo debut del álbum es "Bass Down Low", producido y con la colaboración de The Cataracs. La canción fue lanzada el 16 de noviembre de 2010. La mezcla británica de la canción, en la que participan los Cataracs y el rapero británico Tinie Tempah, se lanzó el 23 de mayo de 2011. La canción alcanzó el puesto 61 en el US Billboard Hot 100. Alcanzó el puesto más alto de las Canciones de Heatseekers en el número 2.
El segundo sencillo del álbum "In the Dark (canción de Dev)", también fue producido por Cataracs. Fue lanzado el 26 de abril de 2011. Actualmente se encuentra en el puesto 11 del Billboard Hot 100. También encabezó la lista Heatseekers y ha tenido mejor desempeño que "Bass Down Low". El tercer sencillo es "Naked" con Enrique Iglesias.
Además de sus tres primeros sencillos, que incluyen videos musicales, Dev ha hecho videos promocionales para las canciones "Kiss My Lips", "Take Her from You", "Lightspeed", "In My Trunk", "Dancing Shoes", y "Me".

## Lista de canciones
| Lanzamiento europeo original |                                    |                                                       |              |          |  |
| N.º                          | Título                             | Escritor(es)                                          | Producer(s)  | Duración |  |
| 1.                           | «Getaway»                          | Devin Tailes, Niles Hollowell-Dhar, David Singer-Vine | The Cataracs | 2:21     |  |
| 2.                           | «In My Trunk»                      | Tailes, Hollowell-Dhar, Singer-Vine                   | The Cataracs | 3:18     |  |
| 3.                           | «Me»                               | Tailes, Hollowell-Dhar, Singer-Vine                   | The Cataracs | 3:37     |  |
| 4.                           | «Breathe»                          | Tailes, Hollowell-Dhar                                | The Cataracs | 3:40     |  |
| 5.                           | «Take Her From You»                | Tailes, Hollowell-Dhar, Singer-Vine,                  | The Cataracs | 3:26     |  |
| 6.                           | «Lightspeed»                       | Tailes, Hollowell-Dhar, Singer-Vine                   | The Cataracs | 4:00     |  |
| 7.                           | «Dancing Shoes»                    | Tailes, Hollowell-Dhar                                | The Cataracs | 5:03     |  |
| 8.                           | «Perfect Match»                    | Tailes, Hollowell-Dhar, Gonzales, Singer-Vine,        | The Cataracs | 3:19     |  |
| 9.                           | «Bass Down Low» (con The Cataracs) | Tailes, Hollowell-Dhar, Singer-Vine                   | The Cataracs | 3:30     |  |
| 10.                          | «Kiss My Lips»                     | Tailes, Hollowell-Dhar, Singer-Vine                   | The Cataracs | 3:27     |  |
| 11.                          | «In the Dark»                      | Tailes, Hollowell-Dhar, Singer-Vine                   | The Cataracs | 3:48     |  |
| 12.                          | «Shadows»                          | Tailes, Hollowell-Dhar                                | The Cataracs | 4:23     |  |
| 43:43                        |                                    |                                                       |              |          |  |

| Reino Unido y Amazon bonus tracks |                                          |                                                   |                                                                 |          |  |
| N.º                               | Título                                   | Escritor(es)                                      | Producer(s)                                                     | Duración |  |
| 13.                               | «Bass Down Low» (Remix con Tinie Tempah) | Tailes, Hollowell-Dhar, Singer-Vine, Tinie Tempah | The Cataracs (additional production and vocals by Tinie Tempah) | 3:29     |  |
| 14.                               | «In the Dark» (Remix con Flo Rida)       | Tailes, Hollowell-Dhar, Singer-Vine, Flo Rida     | The Cataracs (additional vocals by Flo Rida)                    | 3:48     |  |

| Australia y Reino Unido iTunes bonus tracks |                                           |                                                   |                                                                 |          |  |
| N.º                                         | Título                                    | Escritor(es)                                      | Producer(s)                                                     | Duración |  |
| 13.                                         | «Bass Down Low» (Remix con Tinie Tempah)  | Tailes, Hollowell-Dhar, Singer-Vine, Tinie Tempah | The Cataracs (additional production and vocals by Tinie Tempah) | 3:29     |  |
| 14.                                         | «In the Dark» (Remix con Flo Rida)        | Tailes, Hollowell-Dhar, Singer-Vine, Flo Rida     | The Cataracs (additional vocals by Flo Rida)                    | 3:48     |  |
| 15.                                         | «Killer»                                  |                                                   | The Cataracs                                                    | 3:27     |  |
| 16.                                         | «Top of the World» (The Cataracs con Dev) | The Cataracs, Tailes                              | The Cataracs                                                    | 3:41     |  |
| 17.                                         | «Bass Down Low» (Music video)             | Tailes, Hollowell-Dhar, Singer-Vine               | Ethan Lader (Director)                                          | 3:39     |  |
| 18.                                         | «In the Dark» (Music video)               | Tailes, Hollowell-Dhar, Singer-Vine               | Ethan Lader (Director)                                          | 3:46     |  |

| Lanzamiento digital Estados Unidos/Canadá |                                 |                                                       |              |          |  |
| N.º                                       | Título                          | Escritor(es)                                          | Producer(s)  | Duración |  |
| 1.                                        | «Getaway»                       | Devin Tailes, Niles Hollowell-Dhar, David Singer-Vine | The Cataracs | 2:21     |  |
| 2.                                        | «In My Trunk»                   | Tailes, Hollowell-Dhar, Singer-Vine                   | The Cataracs | 3:18     |  |
| 3.                                        | «Me»                            | Tailes, Hollowell-Dhar, Singer-Vine                   | The Cataracs | 3:37     |  |
| 4.                                        | «Naked» (con Enrique Iglesias)  | Tailes, Hollowell-Dhar, Singer-Vine, Iglesias         | The Cataracs | 3:58     |  |
| 5.                                        | «Lightspeed»                    | Tailes, Hollowell-Dhar, Singer-Vine                   | The Cataracs | 4:00     |  |
| 6.                                        | «Breathe»                       | Tailes, Hollowell-Dhar, Singer-Vine                   | The Cataracs | 3:40     |  |
| 7.                                        | «Dancing Shoes»                 | Tailes, Hollowell-Dhar                                | The Cataracs | 5:03     |  |
| 8.                                        | «Perfect Match»                 | Tailes, Hollowell-Dhar, Singer-Vine                   | The Cataracs | 3:19     |  |
| 9.                                        | «In the Dark»                   | Tailes, Hollowell-Dhar, Singer-Vine                   | The Cataracs | 3:48     |  |
| 10.                                       | «Kiss My Lips» (con Fabolous)   | Tailes, Hollowell-Dhar, Singer-Vine                   | The Cataracs | 3:51     |  |
| 11.                                       | «Shadows»                       | Tailes, Hollowell-Dhar                                | The Cataracs | 4:23     |  |
| 12.                                       | «Don't Hurt It» (con Timbaland) | Tailes, Hallowell-Dhar, Singer-Vine                   | The Cataracs | 4:01     |  |

| Bonus track digital Canadiense |                                    |                                     |              |          |  |
| N.º                            | Título                             | Escritor(es)                        | Producer(s)  | Duración |  |
| 13.                            | «Bass Down Low» (con The Cataracs) | Tailes, Hallowell-Dhar, Singer-Vine | The Cataracs | 3:31     |  |

| Brasil y Reino Unido reedición |                                    |                                                       |              |          |  |
| N.º                            | Título                             | Escritor(es)                                          | Producer(s)  | Duración |  |
| 1.                             | «Getaway»                          | Devin Tailes, Niles Hollowell-Dhar, David Singer-Vine | The Cataracs | 2:21     |  |
| 2.                             | «In My Trunk»                      | Tailes, Hollowell-Dhar, Singer-Vine                   | The Cataracs | 3:18     |  |
| 3.                             | «Me»                               | Tailes, Hollowell-Dhar, Singer-Vine                   | The Cataracs | 3:37     |  |
| 4.                             | «Naked» (con Enrique Iglesias)     | Tailes, Hollowell-Dhar, Singer-Vine, Iglesias         | The Cataracs | 3:58     |  |
| 5.                             | «Lightspeed»                       | Tailes, Hollowell-Dhar, Singer-Vine                   | The Cataracs | 4:00     |  |
| 6.                             | «Breathe»                          | Tailes, Hollowell-Dhar, Singer-Vine                   | The Cataracs | 3:40     |  |
| 7.                             | «Dancing Shoes»                    | Tailes, Hollowell-Dhar                                | The Cataracs | 5:03     |  |
| 8.                             | «Perfect Match»                    | Tailes, Hollowell-Dhar, Singer-Vine                   | The Cataracs | 3:19     |  |
| 9.                             | «In the Dark» (con Flo Rida)       | Tailes, Hollowell-Dhar, Singer-Vine                   | The Cataracs | 3:48     |  |
| 10.                            | «Kiss My Lips» (con Fabolous)      | Tailes, Hollowell-Dhar, Singer-Vine                   | The Cataracs | 3:51     |  |
| 11.                            | «Shadows»                          | Tailes, Hollowell-Dhar                                | The Cataracs | 4:23     |  |
| 12.                            | «Don't Hurt It» (con Timbaland)    | Tailes, Hallowell-Dhar, Singer-Vine                   | The Cataracs | 4:01     |  |
| 13.                            | «Take Her from You»                | Tailes, Hollowell-Dhar, Singer-Vine                   | The Cataracs | 3:26     |  |
| 14.                            | «Bass Down Low» (con Tinie Tempah) | Tailes, Hollowell-Dhar, Singer-Vine, Tinie Tempah     | The Cataracs | 3:30     |  |
| 15.                            | «Bass Down Low» (con The Cataracs) | Tailes, Hollowell-Dhar, Singer-Vine                   | The Cataracs | 3:30     |  |

## Charts
| Chart (2011–2012)                         | Peak position |
| ----------------------------------------- | ------------- |
| Canadá Canadian Albums Chart              | 67            |
| Reino Unido UK Albums Chart               | 136           |
| Estados Unidos US Billboard 200           | 61            |
| Estados Unidos US Dance/Electronic Albums | 6             |
| Estados Unidos US Digital Albums          | 14            |

## Historial de lanzamientos
| País           | Fecha                    | Etiqueta                   | Formato(s)                   |
| -------------- | ------------------------ | -------------------------- | ---------------------------- |
| Australia      | 31 de agosto de 2011     | Universal Music            | Descarga digital             |
| Alemania       | 2 de septiembre de 2011  | Universal Music            | CD, descarga digital         |
| Reino Unido    | 5 de septiembre de 2011  | Island Records             | CD, descarga digital         |
| Polonia        | 16 de septiembre de 2011 | Universal Music            | CD, descarga digital         |
| Australia      | 21 de septiembre de 2011 | Universal Music            | CD                           |
| Reino Unido    | 29 de septiembre de 2011 | Island Records             | Descarga digital (Reedición) |
| Estados Unidos | 26 de marzo de 2012      | Universal Republic Records | Descarga digital             |